# Feuerwehr in Griechenland

Löschflugzeug im Einsatz

Fahrzeug der griechischen Feuerwehr auf dem Weg zum Einsatzort

Die Feuerwehren in Griechenland sind ganz überwiegend auf nationaler Ebene als Berufsfeuerwehr organisiert. Daneben existieren nur in geringem Umfang Freiwillige Feuerwehren.

## Allgemeines
In Griechenland bestehen 285 Feuerwehrhäuser und Feuerwachen, in denen 2.021 Löschfahrzeuge und 110 Drehleitern bzw. Teleskopmaste für Feuerwehreinsätze bereitstehen. Insgesamt sind 15.927 Personen, davon 13.749 Berufsfeuerwehrleute und 2.178 freiwillige Feuerwehrleute, im Feuerwehrwesen tätig. Der Frauenanteil beträgt zwölf Prozent. In den Jugendfeuerwehren sind 406 Kinder und Jugendliche organisiert. Die griechischen Feuerwehren wurden im Jahr 2019 zu 72.545 Einsätzen alarmiert, dabei waren 27.784 Brände zu löschen. Hierbei wurden 21 Tote von den Feuerwehren geborgen und 36 Verletzte gerettet.

## Ausstattung und Organisation
Die national organisierte Berufsfeuerwehr steht unter dem Dach des griechischen Zivilschutzes. In den 13 Regionen des Landes bestehen Einsatzzentralen. Die Feuerwehr verfügt über 12.500 Planstellen, von denen laut Kritik von durch die verheerenden Waldbrände im August 2007 betroffenen Anwohnern und Lokalpolitikern aber nur 8000 besetzt sind. Das Land besitzt aktuell 220 Feuerwachen. Selbst relativ kleine Kommunen in Griechenland verfügen über Einrichtungen der Berufsfeuerwehr. Wo dies nicht der Fall ist (z. B. ländliche Gebiete und kleinere Dörfer sowie Inseln), existieren aber oftmals überhaupt keine organisierten Feuerwehren, die Einwohner sind auf überregionale Hilfe angewiesen. Griechenland verfügt dazu u. a. über Löschflugzeuge (15 Canadair CL-215 und 8 CL-415GR) und Hubschrauber, die von den griechischen Streitkräften betrieben werden.

## Freiwillige Feuerwehr
In Griechenland gibt es keine organisierte Freiwillige Feuerwehr wie in vielen Teilen der Erde. Es gibt viele eigenständige Initiativen, die meisten in Attika und auf den Inseln, welche auf regionaler oder kommunaler Ebene operieren. Sie haben verschiedene Standards und keine einheitliche Ausbildung. Die einzelnen Organisationen sind dem griechischen Zivilschutz unterstellt. Fast alle engagieren sich jedoch nur im Bereich der Waldbrandbekämpfung. Dies ist vor allem den Statuten des Zivilschutzes geschuldet. Eine Finanzierung dieser Vereine aus öffentlichen Mitteln ist nicht vorgesehen. Die Mitglieder dieser Gruppen kaufen sich ihre Ausrüstung zumeist von ihrem eigenen Geld oder sind auf Spenden angewiesen. Die meisten der eingesetzten Fahrzeuge sind ausgemusterte Fahrzeuge aus Deutschland oder Österreich, welche entweder gekauft oder gespendet wurden.
Selbst nach der größten Waldbrandkatastrophe im Sommer 2018 in der Gemeinde Marathon (Mati, Rafina, Neos Voutzas) mit 100 Toten und über 200 teils schwer Verletzten arbeitet die Regierung nicht an dem Aufbau einer landesweiten freiwilligen Organisation. Die Kritik am Fehlen gesetzlicher Grundlagen und Organisation wurde nicht zuletzt durch diese Katastrophe erneut laut.

## Feuerwehrverband
Der Feuerwehrverband Αρχηγείο Πυροσβεστικού Σώματος repräsentiert die griechischen Feuerwehren mit ihren über 15.000 Feuerwehrangehörigen im Weltfeuerwehrverband CTIF (Comité technique international de prévention et d’extinction du feu). Darüber hinaus bestehen Verbindungen, insbesondere zu europäischen Feuerwehrverbänden, wie dem Deutschen Feuerwehrverband.

## Dienstgrade
| Amtsbezeichnung              | Generalleutnant             | Generalmajor              | Hauptbranddirektor          | Branddirektor      | Unterbranddirektor         |
| ---------------------------- | --------------------------- | ------------------------- | --------------------------- | ------------------ | -------------------------- |
| Griechischer Amtsbezeichnung | Αντιστράτηγος Antistrátigos | Υποστράτηγος Ypostrátigos | Αρχιπύραρχος Archipýrarchos | Πύραρχος Pýrarchos | Αντιπύραρχος Antipýrarchos |
| Rangabzeichen                |                             |                           |                             |                    |                            |

| Amtsbezeichnung              | Oberbrandingenieur    | Brandingenieur  | Unterbrandingenieur   | Zweiter Unterbrandingenieur  |
| ---------------------------- | --------------------- | --------------- | --------------------- | ---------------------------- |
| Griechischer Amtsbezeichnung | Επιπυραγός Epipyragós | Πυραγός Pyragós | Υποπυραγός Ypopyragós | Ανθυποπυραγός Anthypopyragós |
| Rangabzeichen                |                       |                 |                       |                              |

| Amtsbezeichnung              | Brandmeister        | Hauptfeuerwehrmann (mit entsprechende Ausbildung)                       | Hauptfeuerwehrmann (ohne entsprechende Ausbildung)                            | Feuerwehrmann           |
| ---------------------------- | ------------------- | ----------------------------------------------------------------------- | ----------------------------------------------------------------------------- | ----------------------- |
| Griechischer Amtsbezeichnung | Πυρονόμος Pyronómos | Αρχιπυροσβέστης Παραγωγικής Σχολής Archipyrosvéstis Paragogikís Scholís | Αρχιπυροσβέστης Μη Παραγωγικής Σχολής Archipyrosvéstis Mi Paragogikís Scholís | Πυροσβέστης Pyrosvéstis |
| Rangabzeichen                |                     |                                                                         |                                                                               |                         |

Quelle: 